# 2217 Ельтиген
2217 Ельтиген (2217 Eltigen) — астероїд головного поясу, відкритий 26 вересня 1971 року.
Тіссеранів параметр щодо Юпітера — 3,181.
Названий на честь селища Ельтиген в межах Керчі, відомого завдяки Ельтигенському десанту.